# Verner Eklöf
Verner Edmund Eklöf (Helsinki, 8 marzo 1897 – Helsinki, 2 dicembre 1955) è stato un calciatore, combinatista nordico e giocatore di bandy finlandese.

## Biografia

### Carriera calcistica
Dal 1913 al 1920 Eklöf militò nelle file dell'Helsingfors IFK; passò quindi fino alla fine della sua carriera calcistica, nel 1927, all'HJK Helsinki, con la quale vinse il Campionato finlandese nel 1923 e nel 1925.
Fece parte della nazionale finlandese di calcio dal 1919 al 1927, totalizzando 32 presenze e 17 reti; Eklöf è stato per oltre sessant'anni il miglior marcatore della nazionale.

### Carriera sciistica
Nel 1924 partecipò ai I Giochi olimpici invernali di Chamonix-Mont-Blanc 1924. Prese parte alla gara di combinata nordica vinta da Thorleif Haug classificandosi al nono posto, primo dei finlandesi, con 12,583 punti.

### Carriera nel bandy
Eklöf fece parte anche della nazionale finlandese di bandy, totalizzando tre presenze.